# イノヴロツワフ
イノヴロツワフ（ポーランド語: Inowrocław [inɔˈvrɔtswaf]）は、ポーランド北部の町。かつてはドイツ語でホーエンザルツァ (Hohensalza) とも呼ばれた。
2021年の国勢調査に基づく推計人口は7万0713人。1999年の行政区分の再編で、それまでのブィドゴシュチュ県からクヤヴィ＝ポモージェ県に移った。ブィドゴシュチュの南東40kmに位置する工業都市で、岩塩とそれにともなう塩化物泉が知られる。県内では四番目に大きく、ポズナニとトルンを結ぶ鉄道とホジュフとグディニャを結ぶ鉄道がクロスする。

## 歴史

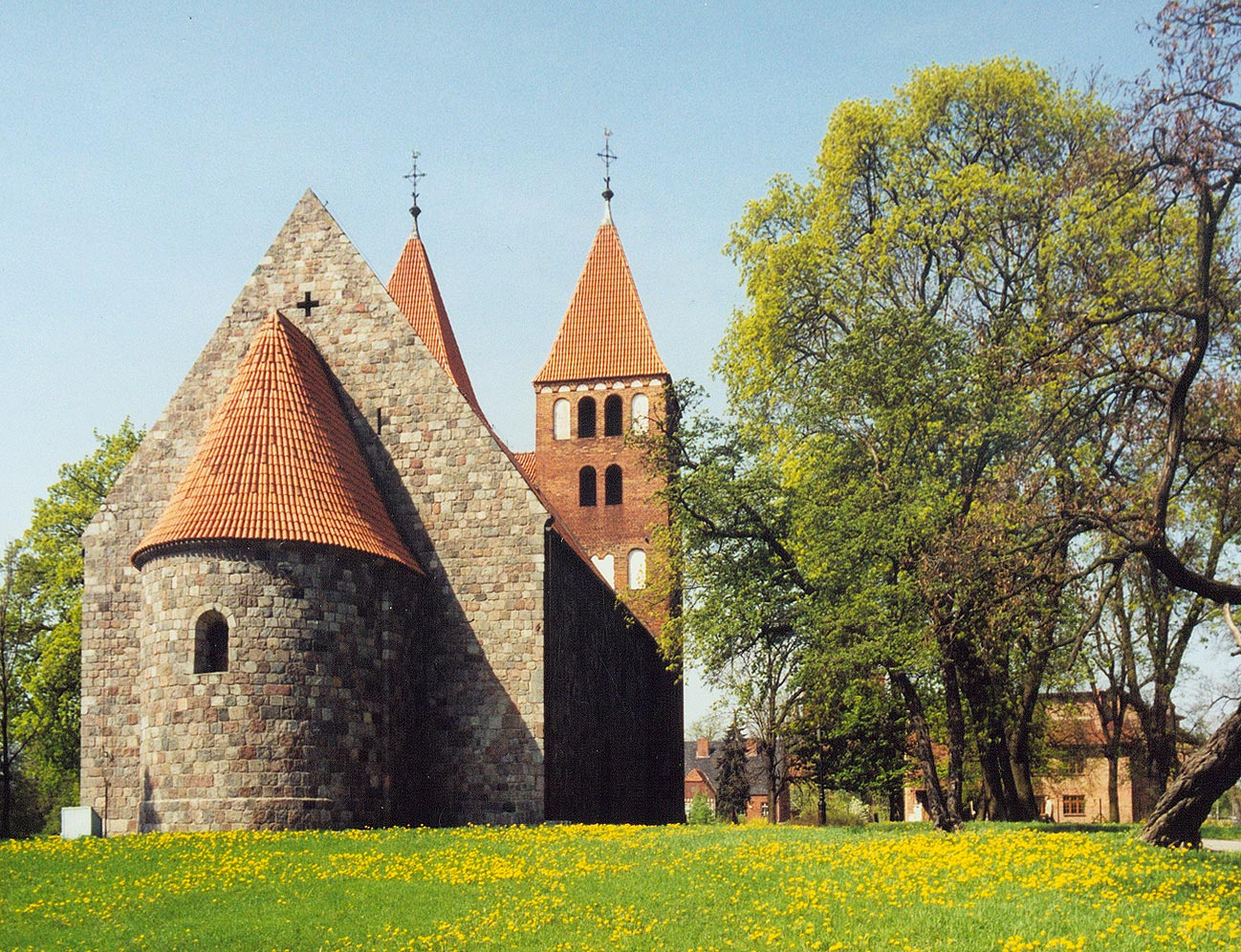
バジリカ・ミノールに指定されている聖母マリア教会

1185年にノヴォ・ヴラディスラフ (Novo Wladislaw) として初めて歴史上に登場する。この命名にはヴワディスワフ1世ヘルマンをたたえたとの説と、ヴウォツワヴェクにちなんだとの説がある。事実、イノヴロツワフには洪水を逃れた多くのヴウォツワヴェク住民が入植した。1236年にユヴェニ・ヴラディスラヴィア (Juveni Wladislawia) と改称され、その2年後カシミール・コンラドヴィッツによって町制施行された。1466年から1772年まで、クヤヴィ北部を管轄するイノヴロツワフ県の県都であった。15世紀に周辺で岩塩坑が見つかると、町の発展は加速した。
1772年の第一次ポーランド分割で、イノヴロツワフはプロイセン王国のネッツェ州に編入された。ナポレオンのロシア遠征ではナポレオンの拠点になった。1815年のウィーン会議の結果、プロイセンのポーゼン州に組み入れられた。1872年に鉄道が開通し、1875年には温泉がオープン。1904年12月5日にホーエンザルツァ (Hohensalza) に改称され、1908年に通電した。
ヴェルサイユ条約により1920年1月10日、ポーランド第二共和国領となって地名もイノヴロツワフに戻された。高い失業率が1926年の労働者らと警官隊との衝突や、20人が死亡した1930年のハンガーストライキにつながった。1925年にポズナニ県から独立市に昇格したが、第二次世界大戦前夜の地方行政改革で大ポモージェに併合された。1939年9月11日に第4軍に占領され、イノヴロツワフはふたたびホーエンザルツァに改称、ポーゼン軍事区のもとにおかれた。それからナチス・ドイツのポーゼン帝国大管区を経て、終戦までヴァルテラント帝国大管区のもと支配された。占領初期には、ポーランド人の逮捕や処刑が猖獗を極めた（国内では「血の日曜日」として知られる）。1939年11月30日には、1000以上の家族が追放された。1940年から1945年まで、ポーランド人の再定住キャンプや英、仏、露の捕虜の収容所が置かれた。
1945年1月21日に赤軍が市街を解放し、地名もイノヴロツワフに再び戻った。ドイツ軍の空襲は、イノヴロツワフ駅が焼かれた1945年4月4日を最後に終わった。1950年からビドゴシュチ県に属していたが、1999年の行政区分再編でクヤヴィ＝ポモージェ県になった。

### 人口の推移
- 1970年 - 5万4900人
- 1980年 - 6万6100人
- 1990年 - 7万7700人
- 2000年 - 7万9400人
- 2004年 - 7万7647人
- 2021年 - 7万0713人

## 名所
- 聖母マリア教会 - 12世紀末から13世紀初頭に建てられた、花こう岩とれんがのロマネスク建築。1834年に焼失したが、1950年代に再建された。2008年7月13日、バジリカ・ミノールに指定。
- 聖ミコワイ教会。13世紀中葉に建てられたゴシック建築。15世紀に全壊したが、17世紀に再建された。
- 聖母マリア受胎告知教会 - 1898年から1900年に建てられ、1902年に献堂されたネオロマネスク建築。市内最大の教会で、尖塔は高さ77mをほこる。
- 聖バルバラ・聖モリス教会
- チャバンスツィ家の屋敷 - 1800年頃のもの。
- イノヴロツワフ・シナゴーグ
- 19世紀と20世紀の変わり目に建てられた、温泉街

## スポーツ
- SSAノテツ・イノヴロツワフ - 男子バスケットボール
- スポルティノ・イノヴロツワフ - 男子バスケットボール
- ゴプラニア・イノヴロツワフ - 男子サッカー。4部リーグ所属
- ツィアヴィア・イノヴロツワフ - 男子サッカー。4部リーグ所属

## ゆかりの人物
- ガス・エドワーズ（1879年 - 1945年） 音楽家
- ユストゥス・フランツ（1944年 - ） 音楽家
- グスタフ・ハイステルマン・フォン・ツィールベルク（1898年 - 1945年） 軍人
- ハンス・イェションネク（1899年 - 1943年） 軍人